# اسلیکویل (پنسیلوانیا)
اسلیکویل (به انگلیسی: Slickville) یک منطقهٔ مسکونی در ایالات متحده آمریکا است که در شهرستان وستمورلند، پنسیلوانیا واقع شده‌است. اسلیکویل ۱٫۳ کیلومتر مربع مساحت و ۳۷۲ نفر جمعیت دارد.